# Moustiers-Sainte-Marie
Moustiers-Sainte-Marie is een Franse gemeente in het departement Alpes-de-Haute-Provence (regio Provence-Alpes-Côte d'Azur) en telt 625 inwoners (1999). De plaats maakt deel uit van het arrondissement Digne-les-Bains. Moustiers-Sainte-Marie is lid van Les Plus Beaux Villages de France.

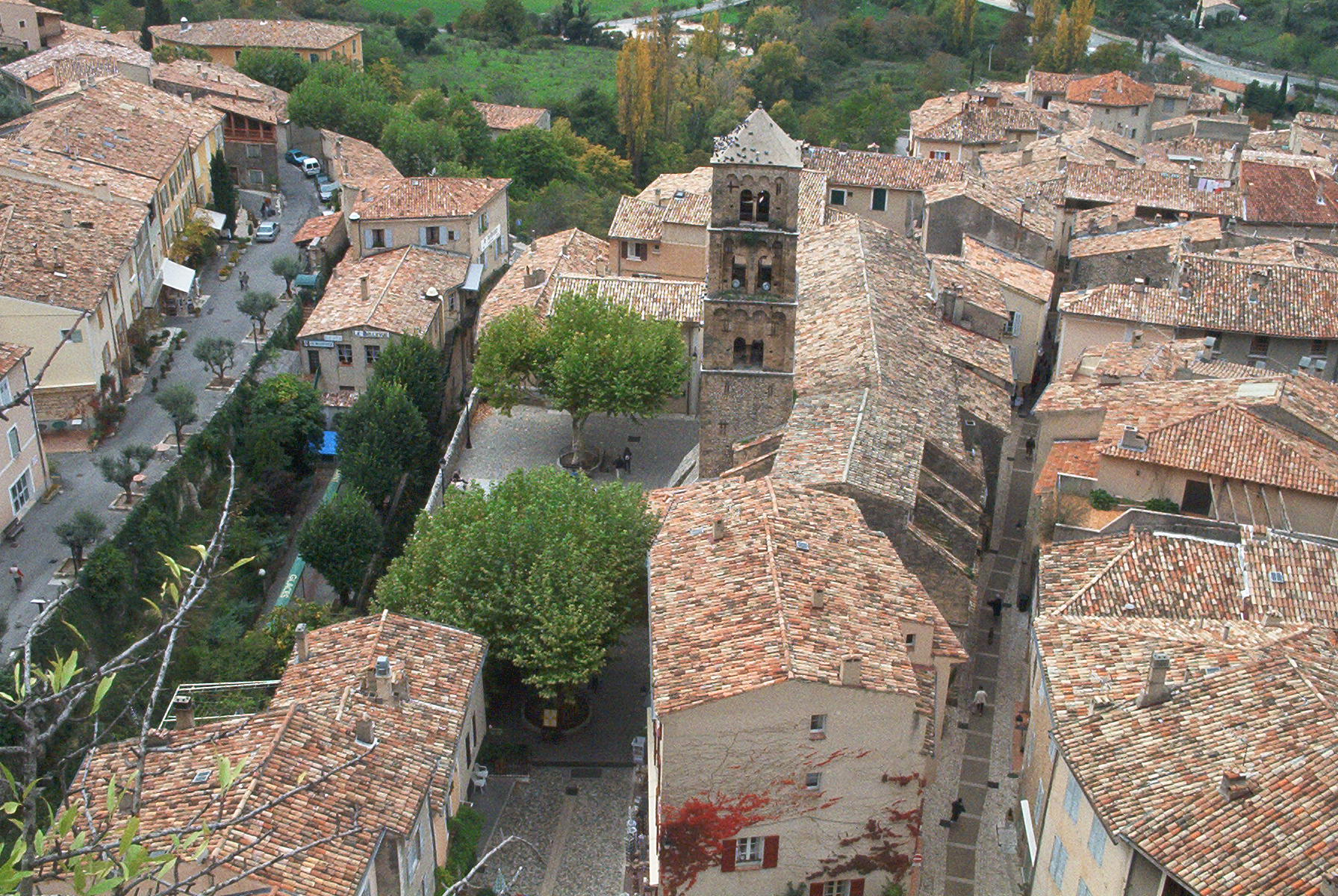
Zicht op Moustiers-Sainte-Marie

## Geografie
De oppervlakte van Moustiers-Sainte-Marie bedraagt 82,9 km², de bevolkingsdichtheid is 7,5 inwoners per km². Het ligt aan het begin van de Gorges du Verdon en vlak bij het meer van Sainte-Croix.
De onderstaande kaart toont de ligging van Moustiers-Sainte-Marie met de belangrijkste infrastructuur en aangrenzende gemeenten.

## Geschiedenis
Moustiers-Sainte-Marie was al bewoond in de vroege geschiedenis zoals sporen van menselijke aanwezigheid in de regio van 30 000 jaar geleden aantonen. Maar het was in de 5e eeuw dat het bewonen van het huidige dorp echt begon: de monniken van de Lérins abdij trokken in de grotten van tufsteen en stichtten een klooster. Dit klooster gaf zijn naam aan Moustiers (Monasterio in de Middeleeuwen).

### Een plaats van bedevaartstochten
De kapel van O.L.V. van Beauvoir, gebouwd in de late 12e eeuw op dezelfde plaats als een tempel voor Maria die er al stond in 470, illustreert het blijvend sacrale karakter van het dorp. Het werd een belangrijk bedevaartsoord door de eeuwen heen.

### Ontwikkeling door de geschiedenis heen
De Moorse invasies van de 10e en de 11e eeuw deden de bewoners vluchten naar de grotten op zoek naar bescherming. Maar het was in de 12e en de 13e eeuw dat een vestingwal en huizen gebouwd werden, terwijl er molens gebouwd werden op de Adou bergstroom.
Met de ontwikkeling van industrie in de 16e eeuw (looierijen, papiermolens, et cetera) begon het dorp werkelijk te bloeien dankzij de hydraulische energie. In de 17e eeuw vernietigden slechte weersomstandigheden echter de infrastructuur en verloor het dorp opnieuw een groot deel van zijn bevolking.

### Aardewerkkunst
Moustiers-Sainte-Marie is bekend om het faience. Dit is speciaal aardewerk. Het keramiek van Moustiers is gekenmerkt door zijn glazuurdecoratie. Een monnik uit Faenza in Italië leerde een plaatselijke pottenbakker, Pierre Clérissy, in 1668 het geheim uit het oosten voor het maken van stannifeerkeramiek. Er ontstond een traditie. De werkelijke productie werd pas begonnen in 1689 met wit-blauw serviesgoed. Tegen 1710 ontstond de Berain-decoratie. Hoogtijdagen braken aan.
Later kreeg deze nijverheid een neergang te zien. In 1874 sloot de laatste fabriek. In 1927 liet Marcel Provence de kunst van de keramiek weer tot bloei komen.

## Bezienswaardigheden

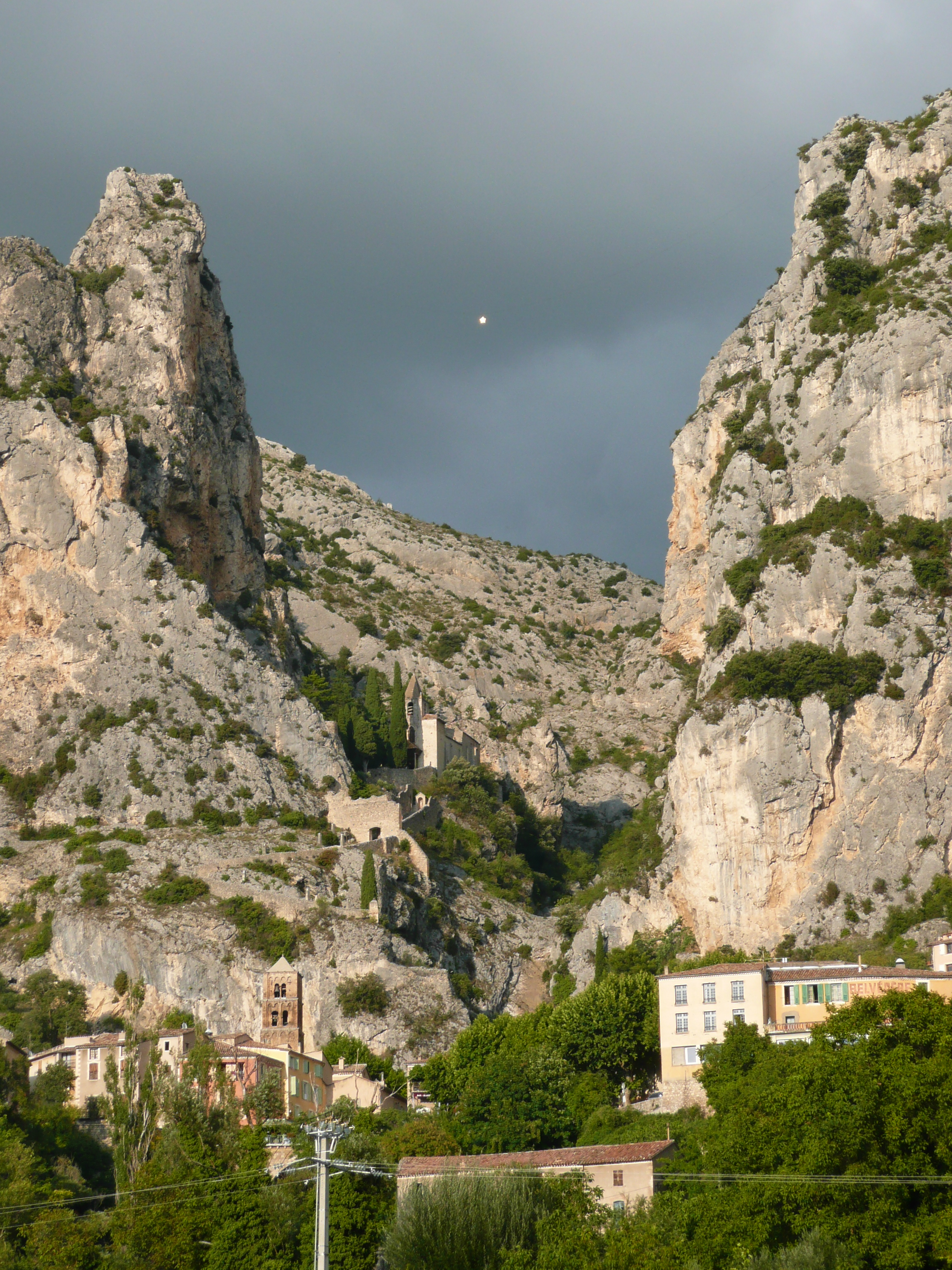
Ster tussen de rotsen

In Moustiers-Sainte-Marie is een keramiekmuseum en er zijn veel winkels die het keramiek verkopen.
In Moustiers-Sainte-Marie hangt een ster aan een ketting tussen twee rotsen. Volgens de legende van de ex voto, verzonnen door Frédéric Mistral, had de ridder Blacas die tijdens een kruistocht gevangengenomen was door de Sarrazijnen, gezworen dat hij een zilveren ster en haar ketting boven Moustiers zou ophangen als hij naar het dorp terug zou keren. Andere versies hebben het over liefdesverhalen, Driekoningen of Ridderlijkheid... Hoewel er vele versies zijn over de oorsprong van de ster, werd geen enkele tot op heden bevestigd. Het mysterie over de oorsprong en betekenis van de ster boven Moustiers blijft bestaan...
De parochiekerk Notre-Dame de Beauvoir is geklasseerd als een historisch gebouw in 1913. De kerk draagt trots haar oude Lombardische toren, een van de mooiste in de Provence. Hij dateert van de 12e eeuw en was een van de drie bewegende klokkentorens in Europa. Het Romaanse schip uit dezelfde periode is verdeeld in vijf traveeën met korfgewelven.
Pierre de Pratis, opdrachtgevende prior, gaf de opdracht tot het vergroten van de kerk in 1336; de as van het schip werd niet gerespecteerd.
Het huidige altaar is een sarcofaag uit de 4e eeuw in wit marmer met een afbeelding van de                Doortocht van de Rode Zee. 

## Demografie
Onderstaande figuur toont het verloop van het inwonertal (bron: INSEE-tellingen).
Vanwege een beveiligingsprobleem met de MediaWiki Graph-software is het momenteel niet mogelijk deze grafiek weer te geven. Zodra de software is bijgewerkt zal de grafiek vanzelf weer zichtbaar worden.